# Jesusa Vega
Jesusa Vega González (ur. 1957) – hiszpańska krytyczka i historyczka sztuki. Doktorat z historii sztuki otrzymała na Uniwersytecie Complutense w Madrycie  w 1987 roku. Kontynuowała studia oraz badania w Museum of Fine Arts w Bostonie oraz w Warburg Institute na Uniwersytecie Londyńskim. Była dyrektorką Fundacji Lázaro Galdiano w Madrycie w latach 2006-2009. Obecnie wykłada sztukę współczesną na Universidad Autónoma de Madrid.
W 2008 roku zabrała głos w głośnej polemice zapoczątkowanej przez Muzeum Prado na temat autorstwa obrazu Kolos, argumentując na rzecz Goi.

## Publikacje
- La imprenta en Toledo: Estampas del Renacimiento, 1500–1550, (1983)
- Origen de la litografia en Espana: El real establecimiento litografico : Museo Casa de la Moneda, (1990)
- Arte, Lujo y Socianilidad: La Coleccion de Abanicos de Paula Florido (2009)
- La Guerra de la Independencia en la cultura española (praca zbiorowa)